# Azamat Murzakanov
Azamat Murzakanov (nacido el 12 de abril de 1989) es un artista marcial mixto ruso que actualmente compite en la peso semipesado de Ultimate Fighting Championship (UFC). Desde el 7 de agosto de 2024, está en la posición #11 del ranking de peso semipesado de UFC.

## Carrera de artes marciales mixtas

### Carrera temprana
Murzakanov participó en Dana White's Contender Series 37 el 31 de agosto de 2021, enfrentando a Matheus Scheffel. Ganó la pelea por TKO en el primer asalto para ganar un contrato con UFC.

### Ultimate Fighting Championship

#### 2021
Murzakanov estaba programado para hacer su debut contra Marcin Prachnio el 20 de noviembre de 2021, en UFC Fight Night 198. Sin embargo, la pelea fue cancelada por problemas de visa.
Murzakanov una vez más está programado para hacer su debut contra Philipe Lins el 4 de diciembre de 2021, en UFC on ESPN 31. Sin embargo, Lins se retiró de la pelea por razones no reveladas y fue reemplazado por Jared Vanderaa. Luego del pesaje, oficiales anunciaron que la pelea había sido cancelada debido a que Vanderaa no fue considerado apto médicamente.

#### 2022
Murzakanov hizo su debut contra Tafon Nchukwi el 12 de marzo de 2022, en UFC Fight Night: Santos vs. Ankalaev Ganó la pelea por KO en el tercer asalto. Esta victoria lo hizo merecedor del premio de Actuación de la Noche.
Murzakanov enfrentó a Devin Clark el 13 de agosto de 2022, en UFC on ESPN: Vera vs. Cruz. Ganó la pelea por TKO en el tercer asalto.

#### 2023
Murzakanov enfrentó a Dustin Jacoby el 15 de abril de 2023, en UFC on ESPN: Holloway vs. Allen. Ganó la pelea por decisión unánime.
Murzakanov está programado para enfrentar a Volkan Oezdemir el 2 de septiembre de 2023, en UFC Fight Night 226. Sin embargo, Murzakanov se retiró de la pelea a mediados de agosto por razones no reveladas y fue reemplazado por Bogdan Guskov.
Murzakanov estaba programado para enfrentar a Khalil Rountree Jr. el 2 de diciembre de 2023, en UFC on ESPN 52. Sin embargo, Murzakanov se retiró de la pelea por una neumonia y fue reemplazado por Anthony Smith.

#### 2024
Murzakanov enfrentó a Alonzo Menifield el 3 de agosto de 2024, en UFC on ABC 7. Ganó la pelea por KO en el segundo asalto. Esta pelea lo hizo merecedor de su segundo premio de Actuación de la Noche.
Murzakanov está programado para enfrentar a Nikita Krylov el 16 de noviembre de 2024, en UFC 309.

## Vida personal
Murzakanov y su esposa Zalina tienen una hija y un hijo.
El hermano menor de Azamat, Marat, es un master of sports en combate cuerpo a cuerpo, siviendo en las tropas fronterizas del FSB de Rusia.

## Campeonatos y logros
- Ultimate Fighting Championship
  - Actuación de la Noche (Dos veces)  vs. Tafon Nchukwi y Alonzo Menifield [10][21]
- Brave Combat Federation
  - Ganador del Torneo de Peso Abierto de Brave CF

## Récord en artes marciales mixtas
| Récord profesional | Récord profesional | Récord profesional |
| 15 peleas          | 15 victorias       | 0 derrotas         |
| ------------------ | ------------------ | ------------------ |
| Nocaut             | 11                 | 0                  |
| Sumisión           | 1                  | 0                  |
| Decisión           | 3                  | 0                  |
|                    |                    |                    |

| Resultado | Récord | Oponente             | Método                 | Evento                                 | Fecha                   | Ronda | Tiempo | Localización           | Notas                                             |
| --------- | ------ | -------------------- | ---------------------- | -------------------------------------- | ----------------------- | ----- | ------ | ---------------------- | ------------------------------------------------- |
| Victoria  | 15-0   | brendson ribeiro     | TKO (golpes)           | UFC 316                                | 7 de junio de 2025      | 1     | 3:25   | Newark, New Jersey     |                                                   |
| Victoria  | 14–0   | Alonzo Menifield     | KO (golpes)            | UFC on ABC: Sandhagen vs. Nurmagomedov | 3 de agosto de 2024     | 2     | 3:18   | Abu Dhabi              | Actuación de la Noche.                            |
| Victoria  | 13–0   | Dustin Jacoby        | Decisión (unánime)     | UFC on ESPN: Holloway vs. Allen        | 15 de abril de 2023     | 3     | 5:00   | Kansas City, Misuri    |                                                   |
| Victoria  | 12–0   | Devin Clark          | TKO (golpes)           | UFC on ESPN: Vera vs. Cruz             | 13 de agosto de 2022    | 3     | 1:18   | San Diego, California  |                                                   |
| Victoria  | 11–0   | Tafon Nchukwi        | KO (rodillazo volador) | UFC Fight Night: Santos vs. Ankalaev   | 12 de marzo de 2022     | 3     | 0:44   | Las Vegas, Nevada      | Actuación de la Noche.                            |
| Victoria  | 10–0   | Matheus Scheffel     | TKO (golpes)           | Dana White's Contender Series 37       | 31 de agosto de 2021    | 1     | 3:00   | Las Vegas, Nevada      |                                                   |
| Victoria  | 9–0    | Mohammad Fakhreddine | KO (golpes)            | Brave CF 29                            | 15 de noviembre de 2019 | 1     | 3:37   | Madinat 'Isa           | Ganó el Torneo de Peso Abierto de Brave CF.       |
| Victoria  | 8-0    | Guto Inocente        | Decisión (unánime)     | Brave CF 29                            | 15 de noviembre de 2019 | 3     | 5:00   | Madinat 'Isa           | Semifinal del Torneo de Peso Abierto de Brave CF. |
| Victoria  | 7–0    | Georgy Sakaev        | TKO (golpes)           | ACB 57                                 | 15 de abril de 2017     | 1     | 1:37   | Moscú                  |                                                   |
| Victoria  | 6–0    | André Muniz          | KO (puñetazo)          | United Caucasian FC 1                  | 2 de octubre de 2016    | 1     | 0:50   | Nálchik                |                                                   |
| Victoria  | 5–0    | Bogdan Bulakh        | Sumisión (neck crank)  | PFC Gladiator 4                        | 23 de julio de 2016     | 1     | 0:35   | Grand Rapids, Míchigan |                                                   |
| Victoria  | 4–0    | Eric Ellerbee        | TKO (paro médico)      | Global Proving Ground 24               | 14 de mayo de 2016      | 1     | 1:52   | Grand Rapids, Míchigan |                                                   |
| Victoria  | 3–0    | Alexey Sidorenko     | Decisión (unánime)     | Fight Nights Global 42                 | 23 de octubre de 2015   | 3     | 5:00   | Cuyahoga Falls, Ohio   |                                                   |
| Victoria  | 2–0    | Alec Hooben          | TKO (golpes)           | Ring of Combat 51                      | 5 de junio de 2015      | 1     | 0:20   | Detroit, Míchigan      |                                                   |
| Victoria  | 1–0    | Anzor Khakimov       | KO (puñetazo)          | ProFC 13: Union Nation Cup (Stage 5)   | 13 de febrero de 2010   | 1     | 0:10   | Grand Rapids, Míchigan | Debut en peso semipesado.                         |